# Lag och rättvisa

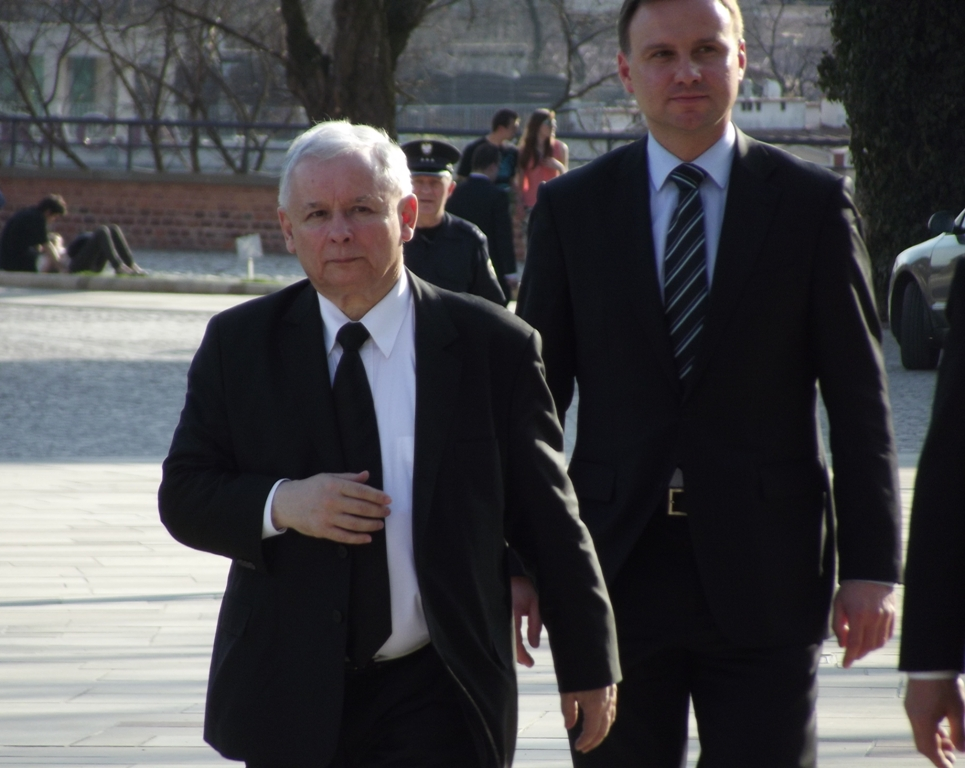
Jarosław Kaczyński, partiets partiordförande, tillsammans med Andrzej Duda i april 2013.

Lag och rättvisa (polska: Prawo i Sprawiedliwość (fil), PiS) är ett nationalkonservativt parti i Polen, officiellt registrerat den 13 juni 2001. Partiet tillhör Alliansen europeiska konservativa och reformister (AECR).

## Historia
Lag och rättvisa bildades av tvillingbröderna Jarosław och Lech Kaczyński, som ett svar på den popularitet som den sistnämnde uppnådde under sin period som justitieminister (juni 2000 - juli 2001). Partiets tidigare ledare Lech Kaczyński var Polens president från 2005 till sin död 10 april 2010 och brodern Jarosław var under samma period premiärminister (14 juli 2006–15 november 2007). Flera av partiets högt rankade medlemmar, däribland den sittande presidenten Lech Kaczyński, omkom i flygolyckan i Smolensk 2010. Jarosław Kaczyński har offentligt uttryckt åsikten att olyckan kan ha berott på en konspiration.

## Politik
Lag och rättvisa har skärpt straffen för brott mot liv, hälsa och egendom och menar sig bekämpa korruptionen i samhället.[källa behövs] Partiet röstade för Polens deltagande i Irakkriget och har föreslagit att dödsstraffet ska återinföras. Europeiska kommissionen har dock deklarerat att det sistnämnda vore oförenligt med fortsatt polskt EU-medlemskap. Partiet har ideologiska band till den katolska kyrkan och motsätter sig legalisering av eutanasi, abort och narkotika. Partiet är också emot homosexuella partnerskap. Man slår vakt om fortsatt gratis skolgång och hälsovård men förordar privatiseringar av statliga institutioner.
En del oppositionspolitiker har varnat för att partiet kan komma att driva Polen i en mer isolationistisk riktning. Åtta tidigare utrikesministrar har i ett öppet brev till bröderna Kaczyński uppmanat dem att förbättra relationerna till Tyskland och Frankrike.[när?]
Sedan parlamentsvalet i Polen 2015, då partiet gick kraftigt framåt och fick en absolut majoritet i Sejmen och Senaten, har röster höjts om att den polska demokratin är i fara, i och med inskränkningar i rättsapparaten och yttrandefriheten. Regeringens politik har jämförts med den hos Viktor Orbáns regering i Ungern. Flera demonstrationer mot regeringens politik har ägt rum, samordnade genom organisationen Kommittén till försvar för demokratin (KOD).

## Valresultat
Partiet innehade regeringsmakten 2005-2007 och van majoritet i Sejmen efter valen 2015 och 2019 och bildade regering, men, även med flest röster, i valet 2023 förlorade de regeringsmakten.